# Prawo Babo
Prawo Babo - prawo dotyczące prężności pary nad roztworem. Zostało podane przez niemieckiego chemika Lamberta Babo w 1847 r.
"Prężność pary nad cieczą zmniejsza się w miarę dodawania do cieczy substancji rozpuszczonej, proporcjonalnie do ilości tej substancji."
Obecnie ten sam wniosek wyprowadza się korzystając z bardziej ogólnego prawa Raoulta.